# Jock Stein
John "Jock" Stein (Burnbank, South Lanarkshire, Escocia, 5 de octubre de 1922 - Cardiff, Gales, 10 de septiembre de 1985) fue un director técnico de fútbol británico conocido por dirigir al Celtic de Escocia y a la Selección de fútbol de Escocia.
Durante su carrera como técnico ganó seis Ligas de Escocia, diez Copa de la Liga de Escocia de su país, nueve copas de Escocia y una Copa Europea de campeones en 1967 con el Celtic.
Como jugador se desempeñó entre 1942 y 1950 en el Albion Rovers, luego jugó un año en el Llanelli Town y finalmente entre 1951 y 1956 en el tradicional Celtic.
Tras un breve período alejado del fútbol, en 1960 comenzó su carrera como entrenador en el Dunfermline Athletic Football Club, en seis semanas consiguió salvar al equipo del descenso y a la temporada siguiente obtuvo con el club su primera copa de Escocia. En 1964 se hizo cargo del Hibernian Football Club y ganó la Copa de Verano.
El 9 de marzo de 1965 se convirtió en el primer entrenador no católico del Celtic en toda su historia. Dirigió al equipo verde hasta 1978, cuando asumió la dirección del equipo inglés de Leeds United. 
En el equipo escocés ganó diez ligas (nueve de manera consecutiva), ocho copas escocesas, seis Copa de la Liga de Escocia, 5 Copas Glasgow, el torneo , el trofeo del Oso Polar, la copa Drybrough, y en 1967 el mayor logro en la historia del Celtic: la Copa de Campeones de Europa, a la que en 1970 llegó a la final.
Luego dirigió a la Selección de fútbol de Escocia entre 1978 y 1985. El 10 de septiembre de 1985 Stein murió de un ataque cardíaco cuando finalizó el partido entre su selección y Gales en el Ninian Park. Unos meses antes, Jock Stein había contratado al joven Alex Ferguson para que fuera su asistente, quien lo sucedió en el cargo tras su muerte.

## Clubes
| Club                 | País       | Año       | P   | PG  | PE  | PP | % v.  |
| -------------------- | ---------- | --------- | --- | --- | --- | -- | ----- |
| Dunfermline          | Escocia    | 1960-1964 | 191 | 92  | 37  | 62 | 48.17 |
| Hibernian            | Escocia    | 1964-1965 | 50  | 31  | 6   | 11 | 62    |
| Selección de Escocia | Escocia    | 1965      | 7   | 3   | 1   | 3  | 42.86 |
| Celtic               | Escocia    | 1966-1978 | 687 | 482 | 111 | 94 | 70.16 |
| Leeds                | Inglaterra | 1978      | 9   | 4   | 3   | 2  | 44.44 |
| Selección de Escocia | Escocia    | 1978-1985 | 61  | 26  | 12  | 23 | 42.62 |

## Palmarés

### Como jugador

#### Torneos nacionales
| Título                | Club          | Paìs    | Año     |
| --------------------- | ------------- | ------- | ------- |
| Copa de Lanarkshire   | Albion Rovers | Escocia | 1948-49 |
| Copa de la Coronación | Celtic        | Escocia | 1953    |
| Glasgow Charity Cup   | Celtic        | Escocia | 1952-53 |
| Copa de Escocia       | Celtic        | Escocia | 1953-54 |
| Campeonato de Escocia | Celtic        | Escocia | 1953-54 |
| Copa de Glasgow       | Celtic        | Escocia | 1955-56 |

### Como entrenador

#### Torneos nacionales
| Título                     | Club                 | País    | Año     |
| Títulos Amistosos          | Títulos Amistosos    |         |         |
| -------------------------- | -------------------- | ------- | ------- |
| Fife Cup                   | Dunfermline Athletic | Escocia | 1959-60 |
| Fife Cup                   | Dunfermline Athletic | Escocia | 1960-61 |
| Fife Cup                   | Dunfermline Athletic | Escocia | 1962-63 |
| Copa de Verano             | Hibernian            | Escocia | 1963-64 |
| Copa de Glasgow            | Celtic               | Escocia | 1964-65 |
| Copa de Glasgow            | Celtic               | Escocia | 1966-67 |
| Copa de Glasgow            | Celtic               | Escocia | 1967-68 |
| Copa de Glasgow            | Celtic               | Escocia | 1969-70 |
| Copa Drybruck              | Celtic               | Escocia | 1974    |
| Copa de Glasgow            | Celtic               | Escocia | 1974-75 |
| Títulos Oficiales          |                      | Escocia |         |
| Copa de Escocia            | Dumfermline Athletic | Escocia | 1960-61 |
| Copa de Escocia            | Celtic               | Escocia | 1964-65 |
| Copa de la liga de Escocia | Celtic               | Escocia | 1965-66 |
| Campeonato de Escocia      | Celtic               | Escocia | 1965-66 |
| Copa de Escocia            | Celtic               | Escocia | 1966-67 |
| Copa de la liga de Escocia | Celtic               | Escocia | 1966-67 |
| Campeonato de Escocia      | Celtic               | Escocia | 1966-67 |
| Copa de la liga de Escocia | Celtic               | Escocia | 1967-68 |
| Campeonato de Escocia      | Celtic               | Escocia | 1967-68 |
| Copa de Escocia            | Celtic               | Escocia | 1968-69 |
| Copa de la liga de Escocia | Celtic               | Escocia | 1968-69 |
| Campeonato de Escocia      | Celtic               | Escocia | 1968-69 |
| Copa de la liga de Escocia | Celtic               | Escocia | 1969-70 |
| Campeonato de Escocia      | Celtic               | Escocia | 1969-70 |
| Copa de Escocia            | Celtic               | Escocia | 1970-71 |
| Campeonato de Escocia      | Celtic               | Escocia | 1970-71 |
| Copa de Escocia            | Celtic               | Escocia | 1971-72 |
| Campeonato de Escocia      | Celtic               | Escocia | 1971-72 |
| Campeonato de Escocia      | Celtic               | Escocia | 1972-73 |
| Copa de Escocia            | Celtic               | Escocia | 1973-74 |
| Campeonato de Escocia      | Celtic               | Escocia | 1973-74 |
| Copa de Escocia            | Celtic               | Escocia | 1974-75 |
| Copa de la liga de Escocia | Celtic               | Escocia | 1974-75 |
| Copa de Escocia            | Celtic               | Escocia | 1976-77 |
| Campeonato de Escocia      | Celtic               | Escocia | 1976-77 |

#### Torneos internacionales
| Título                | Club   | Sede   | Año     |
| --------------------- | ------ | ------ | ------- |
| UEFA Champions League | Celtic | Lisboa | 1966-67 |